# Xarxa de Biblioteques Municipals
La Xarxa de Biblioteques Municipals és una xarxa de biblioteques públiques i bibliobusos de la província de Barcelona. Actualment, en formen part 236 biblioteques públiques i 12 bibliobusos, gestionats conjuntament entre els ajuntaments de la província i la Diputació de Barcelona. Les biblioteques municipals ofereixen principalment préstec gratuït de llibres, música, pel·lícules i revistes; premsa diària; activitats culturals i de formació; accés públic a Internet i d'altres serveis d'informació, depenent de cada centre.

## Història

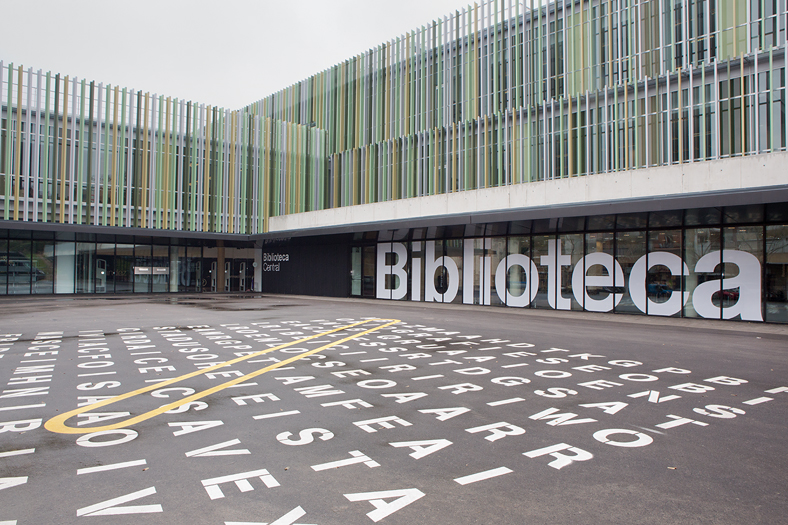
Detall de la Biblioteca Central de Castelldefels.

L'antecedent històric de la Xarxa de Biblioteques Municipals es remunta al 1918, quan la Mancomunitat de Catalunya crea les quatre primeres biblioteques públiques a Catalunya amb l'objectiu d'estendre la cultura i la formació a Catalunya tot seguint el model de biblioteca dissenyat per Eugeni d'Ors. S'instal·la una biblioteca popular per província: Sallent, Valls, les Borges Blanques i Olot.
El 1920 es constitueix la Central Tècnica de Biblioteques Populars, que unifica criteris de funcionament i dona suport a la gestió. Estarà dirigida per Jordi Rubió i Balaguer. Amb la dictadura de José Antonio Primo de Rivera (des de 1922), desapareix la Mancomunitat i es fracciona l'administració unitària de les biblioteques. La Diputació de Barcelona assumeix llavors la gestió de les biblioteques que queden dins del seu territori i la Central Tècnica. També crea noves biblioteques.
Amb la Segona República (des de 1931) i l'adveniment de la Generalitat de Catalunya, s'uneixen de nou les biblioteques en una sola xarxa. Amb l'arribada de la guerra civil, les biblioteques continuen funcionant, però es crea el Servei de Biblioteques al Front. Es crea una Central Tècnica per gestionar la tramesa de llibres i apareix el primer bibliobús l'any 1938 per fer arribar el servei bibliotecari als soldats i convalescents. L'any 1939 desapareix la Generalitat i es trenca la Xarxa.
A partir dels anys quaranta, la Diputació de Barcelona assumeix el que queda del sistema bibliotecari. Es nomena un nou director que s'encarrega de la Biblioteca de Catalunya, l'Escola de Bibliotecàries, la Xarxa de Biblioteques Populars (12 biblioteques a la província de Barcelona) i la Central Tècnica. Els fons de les biblioteques són censurats i mutilats.
L'establiment de la democràcia (des de 1978) fomenta una gran demanda d'equipaments públics. En els primers anys de la democràcia, la Diputació amplia i millora les biblioteques existents i en fa de noves. L'any 1981 el Parlament de Catalunya aprova la Llei de Biblioteques.
Uns anys després, el 1987 la Diputació de Barcelona, presidida per Antoni Dalmau, inicia un ambiciós programa bibliotecari. La Diputació es converteix en la primera institució catalana que compra el programari VTLS per informatitzar tots els serveis de les biblioteques.
L'any 1993 es publica la Llei del Sistema Bibliotecari de Catalunya, que estableix que la biblioteca pública és un servei municipal obligatori. A partir d'aquesta llei, la Diputació de Barcelona, com a servei supramunicipal, centra la seva política bibliotecària en donar suport a tots els aspectes de competència municipal: planificar nous equipaments, avaluar serveis, prestar serveis (selecció, adquisició i tractament dels fons), desenvolupar el Pla de Bibliobusos, formar personal, editar publicacions i materials de difusió, atorgar ajuts econòmics per a nous edificis, oferir ajuts econòmics per a activitats de promoció de la lectura.

## Serveis

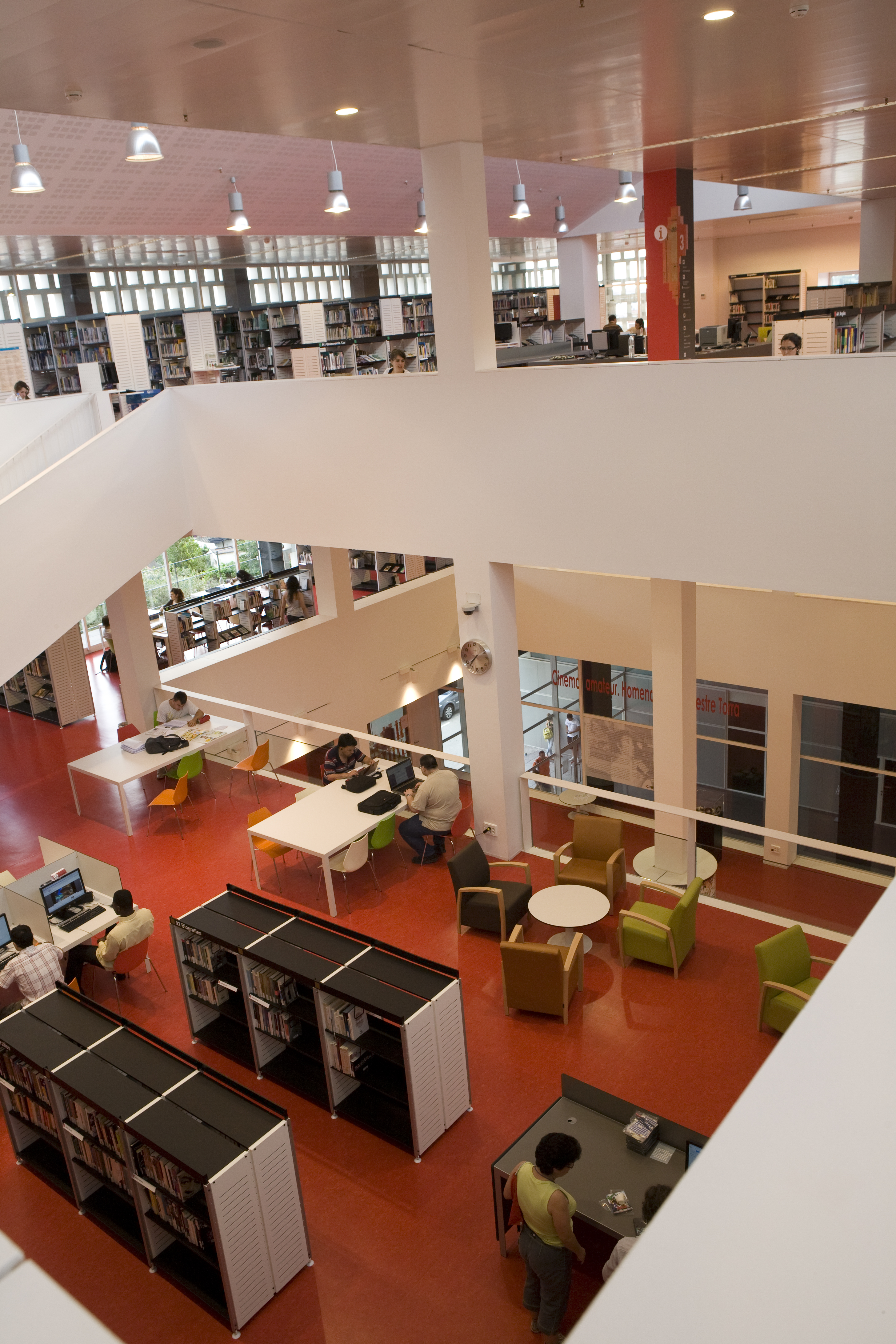
Detall de la Biblioteca Mestre Martí Tauler de Rubí.

La Xarxa ofereix serveis des de qualsevol municipi de Barcelona. Els seus usuaris disposen d'un carnet únic vàlid a totes les biblioteques públiques de Catalunya, que permet accedir gratuïtament als principals serveis de les biblioteques així com descomptes en establiments culturals. El treball en xarxa també fa que les biblioteques i bibliobusos donin accés a l'Aladí, el catàleg col·lectiu de la Xarxa de Biblioteques Municipals, amb més de vuit milions de documents (llibres, DVD, CD, diaris i revistes) de totes les biblioteques municipals de la província. Finalment, el servei de préstec interbibliotecari permet al ciutadà demanar llibres de qualsevol biblioteca de la Xarxa i rebre'ls a la biblioteca més propera.
Les biblioteques municipals de la Xarxa comparteixen recursos tecnològics, documentals i humans, el que fa més sostenible la creació i manteniment d'aquests equipaments públics.
La Diputació de Barcelona és l'encarregada de coordinar el treball en xarxa d'aquestes biblioteques, esteses per més de 130 municipis. En el cas dels municipis de menys de 3.000 habitants, la Diputació de Barcelona s'ocupa en exclusiva de donar servei de lectura pública a través d'una xarxa de nou bibliobusos, que arriben a un centenar més de municipis.
La tasca conjunta que realitzen diàriament els ajuntaments i la Diputació de Barcelona queda regulada en un conveni de col·laboració que estableix les bases de la prestació del servei bibliotecari al municipi.

## Llista de biblioteques
A principis de 2018, la Xarxa de Biblioteques Municipals està formada per 225 biblioteques i 10 bibliobusos:
- Bibliobús Cavall Bernat
- Bibliobús El Castellot
- Bibliobús Guilleries
- Bibliobús La Mola
- Bibliobús Montau
- Bibliobús Montnegre
- Bibliobús Montserrat
- Bibliobús Pedraforca
- Bibliobús Puigdon
- Bibliobús Tagamanent
- Biblioteca Josep Roca i Bros (Abrera)
- Biblioteca Les Escoles Velles (Aiguafreda)
- Biblioteca Ferrer i Guàrdia (Alella)
- Biblioteca Municipal Josep Badia i Moret (l'Ametlla del Vallès)
- Biblioteca Pare Fidel Fita
- Biblioteca Antònia Torrent i Martori
- Biblioteca Municipal d'Argentona
- Biblioteca d'Artés
- Biblioteca d'Avinyó
- Biblioteca Can Casacuberta (Badalona)
- Biblioteca Canyadó i Casagemes - Joan Argenté (Badalona)
- Biblioteca Llefià - Xavier Soto (Badalona)
- Biblioteca Lloreda (Badalona)
- Biblioteca Pomar (Badalona)
- Biblioteca Sant Roc (Badalona)
- Biblioteca Vicente Aleixandre
- Biblioteca El Drac
- Biblioteca Pere Casaldàliga
- Biblioteca Esteve Paluzie
- Biblioteca Barceloneta-La Fraternitat (Barcelona)
- Biblioteca Bon Pastor (Barcelona)
- Biblioteca Camp de l'Arpa-Caterina Albert (Barcelona)
- Biblioteca Can Rosés (Barcelona)
- Biblioteca Canyelles (Barcelona)
- Biblioteca Clarà (Barcelona)
- Biblioteca Collserola-Josep Miracle (Barcelona)
- Biblioteca El Carmel-Juan Marsé (Barcelona)
- Biblioteca El Clot-Josep Benet (Barcelona)
- Biblioteca Esquerra de l'Eixample - Agustí Centelles (Barcelona)
- Biblioteca Fort Pienc (Barcelona)
- Biblioteca Francesc Candel (Barcelona)
- Biblioteca Francesca Bonnemaison (Barcelona)
- Biblioteca Gòtic-Andreu Nin (Barcelona)
- Biblioteca Guinardó-Mercè Rodoreda (Barcelona)
- Biblioteca Horta-Can Mariner (Barcelona)
- Biblioteca Ignasi Iglésias-Can Fabra (Barcelona)
- Biblioteca Jaume Fuster (Barcelona)
- Biblioteca Joan Miró (Barcelona)
- Biblioteca La Sagrera-Marina Clotet (Barcelona)
- Biblioteca Les Corts-Miquel Llongueras (Barcelona)
- Biblioteca Les Roquetes (Barcelona)
- Biblioteca Montbau-Albert Pérez Baró (Barcelona)
- Biblioteca Nou Barris (Barcelona)
- Biblioteca Poble Sec-Francesc Boix (Barcelona)
- Biblioteca Poblenou-Manuel Arranz (Barcelona)
- Biblioteca Ramon d'Alòs-Moner (Barcelona)
- Biblioteca Sagrada Família-Josep Maria Ainaud de Lasarte (Barcelona)
- Biblioteca Sant Antoni-Joan Oliver (Barcelona)
- Biblioteca Sant Gervasi-Joan Maragall (Barcelona)
- Biblioteca Sant Martí de Provençals (Barcelona)
- Biblioteca Sant Pau-Santa Creu (Barcelona)
- Biblioteca Sofia Barat (Barcelona)
- Biblioteca Trinitat Vella - J. Barbero (Barcelona)
- Biblioteca Vallcarca i els Penitents - M. Antonieta Cot (Barcelona)
- Biblioteca Vapor Vell (Barcelona)
- Biblioteca Vila de Gràcia (Barcelona)
- Biblioteca Vilapicina i la Torre Llobeta (Barcelona)
- Biblioteca Xavier Benguerel (Barcelona)
- Biblioteca Zona Nord (Barcelona)
- Biblioteca La Ginesta
- Biblioteca Ramon Vinyes i Cluet
- Biblioteca de Bigues i Riells
- Biblioteca Verge de Montserrat
- Biblioteca Ilturo
- Biblioteca de Cabrils
- Biblioteca de Calaf
- Biblioteca Can Milans
- Biblioteca de Caldes de Montbui
- Biblioteca Can Salvador de la Plaça (Calella)
- Biblioteca P. Gual i Pujadas
- Biblioteca Frederica Montseny
- Biblioteca El Safareig
- Biblioteca Marc de Vilalba
- Biblioteca Marc de Cardona
- Biblioteca Antoni Tort
- Biblioteca Municipal Maria Malla
- Biblioteca Josep Mateu i Miró
- Biblioteca Ramon Fernàndez Jurado
- Biblioteca La Cooperativa
- Biblioteca Central de Cerdanyola
- Biblioteca Municipal de Cervelló
- Biblioteca de Collbató
- Biblioteca Municipal Can Baró
- Biblioteca Central de Cornellà de Llobregat
- Biblioteca Marta Mata
- Biblioteca Sant Ildefons
- Biblioteca Municipal Mossèn Joan Avinyó i Andreu
- Biblioteca Municipal L'Ateneu
- Biblioteca Central Pare Miquel d'Esplugues
- Biblioteca Municipal de les Franqueses del Vallès
- Biblioteca Municipal Núria Albó
- Biblioteca Josep Soler Vidal
- Biblioteca Marian Colomé
- Biblioteca Jaume Vila i Pascual
- Biblioteca de Gironella
- Biblioteca Can Pedrals
- Biblioteca Roca Umbert
- Biblioteca Bellvitge (l'Hospitalet de Llobregat)
- Biblioteca Can Sumarro (l'Hospitalet de Llobregat)
- Biblioteca Central Tecla Sala (l'Hospitalet de Llobregat)
- Biblioteca Josep Janés (l'Hospitalet de Llobregat)
- Biblioteca La Bòbila (l'Hospitalet de Llobregat)
- Biblioteca La Florida (l'Hospitalet de Llobregat)
- Biblioteca Plaça d'Europa (l'Hospitalet de Llobregat)
- Biblioteca Santa Eulàlia (l'Hospitalet de Llobregat)
- Biblioteca Central d'Igualada
- Biblioteca Municipal de la Llagosta
- Biblioteca Ca l'Oliveres
- Biblioteca Municipal de Lliçà de Vall
- Biblioteca de Llinars del Vallès
- Biblioteca de Lluçà
- Biblioteca La Cooperativa
- Biblioteca Municipal de Manlleu BBVA
- Biblioteca Ateneu Les Bases
- Biblioteca del Casino
- Biblioteca de Martorell
- Biblioteca Montserrat Roig
- Biblioteca Joan Coromines
- Biblioteca de Masquefa
- Biblioteca Àngel Guimerà
- Biblioteca Antoni Comas
- Biblioteca Pompeu Fabra
- Biblioteca Popular de la Fundació Iluro
- Biblioteca de Moià
- Biblioteca Pau Vila
- Biblioteca Can Mulà
- Biblioteca Can Sant Joan
- Biblioteca Elisenda de Montcada
- Biblioteca Tirant lo Blanc
- Biblioteca La Grua
- Biblioteca de Montornès del Vallès
- Biblioteca Sant Valentí
- Biblioteca Josep Mas Carreras
- Biblioteca Santa Oliva
- Biblioteca Enric Miralles
- Biblioteca Municipal de Palau-solità i Plegamans
- Biblioteca de Pallejà
- Biblioteca Municipal de la Palma de Cervelló
- Biblioteca Valentí Almirall
- Biblioteca Can Rajoler
- Biblioteca Infantil i Juvenil Can Butjosa
- Biblioteca de Piera
- Biblioteca del Poblenou
- Biblioteca M. Serra i Moret
- Biblioteca Municipal Mossèn Cinto Verdaguer
- Biblioteca de Polinyà
- Biblioteca Municipal del Pont de Vilomara i Rocafort
- Biblioteca Antonio Martín
- Biblioteca Municipal Sant Jordi
- Biblioteca Jaume Perich i Escala
- Biblioteca Martí Rosselló i Lloveras
- Biblioteca Guillem de Berguedà
- Biblioteca Ripollet
- Biblioteca Pública de la Roca del Vallès
- Biblioteca Bac de Roda
- Biblioteca Mestre Martí Tauler (Rubí)
- Biblioteca Can Puiggener
- Biblioteca de la Serra
- Biblioteca de Ponent
- Biblioteca del Nord
- Biblioteca del Sud
- Biblioteca Els Safareigs
- Biblioteca Vapor Badia
- Biblioteca Sant Antoni Maria Claret (Sallent)
- Biblioteca Font de la Mina
- Biblioteca Sant Adrià
- Biblioteca Aigüestoses
- Biblioteca de Sant Andreu de Llavaneres
- Biblioteca de Sant Antoni de Vilamajor
- Biblioteca Jordi Rubió i Balaguer
- Biblioteca Maria Aurèlia Capmany
- Biblioteca L'Escorxador
- Biblioteca Central Gabriel Ferrater
- Biblioteca de Mira-sol - Marta Pessarrodona
- Biblioteca de Volpelleres - Miquel Batllori
- Biblioteca Joan Pomar i Solà
- Biblioteca Joan Petit i Aguilar
- Biblioteca Montserrat Roig
- Biblioteca Sant Pere Almató
- Biblioteca Biblio@teneu
- Biblioteca de Sant Fruitós de Bages
- Biblioteca Marquès de Remisa
- Biblioteca Cal Gallifa
- Biblioteca Mercè Rodoreda
- Biblioteca Miquel Martí i Pol
- Biblioteca Joan Margarit
- Biblioteca Josep Pla
- Biblioteca Manuel de Pedrolo (Sant Pere de Ribes)
- Biblioteca Pública Maria Àngels Torrents
- Biblioteca L'Esqueller
- Biblioteca Municipal Can Coromines
- Biblioteca Municipal Joan Sardà i Lloret
- Biblioteca Pompeu Fabra
- Biblioteca Marcel Ayats (Sant Quirze del Vallès)
- Biblioteca Ramon Bosch de Noya
- Biblioteca Pública de Sant Salvador de Guardiola
- Biblioteca S. Vives Casajuana
- Biblioteca La Muntala
- Biblioteca Municipal Les Voltes (Sant Vicenç dels Horts)
- Biblioteca Joaquim Folguera
- Biblioteca Pilarín Bayés
- Biblioteca Can Peixauet
- Biblioteca Central de Santa Coloma de Gramenet
- Biblioteca del Fondo
- Biblioteca Singuerlín - Salvador Cabré
- Biblioteca Casa de Cultura Joan Ruiz i Calonja
- Biblioteca Mont-Àgora
- Biblioteca de Santa Margarida i els Monjos
- Biblioteca Ferran Soldevila
- Biblioteca Josep Jardí
- Biblioteca Vall d'Alfatà
- Biblioteca Pare Ignasi Casanovas
- Biblioteca Frederic Alfonso i Orfila
- Biblioteca Josep Roig i Raventós
- Biblioteca Santiago Rusiñol
- Biblioteca de Súria
- Biblioteca Antoni Pladevall i Font
- Biblioteca de Can Llaurador
- Biblioteca Central de Terrassa
- Biblioteca del Districte 2 (Terrassa)
- Biblioteca del Districte 3 (Terrassa)
- Biblioteca del Districte 4 (Terrassa)
- Biblioteca del Districte 5 (Terrassa)
- Biblioteca del Districte 6 (Terrassa)
- Biblioteca Can Baratau
- Biblioteca Caterina Figueras
- Biblioteca de Tordera
- Biblioteca de Torelló - Barri Montserrat
- Biblioteca Dos Rius
- Biblioteca Municipal Pompeu Fabra
- Biblioteca El Castell
- Biblioteca Josep Maria López-Picó (Vallirana)
- Biblioteca Joan Triadú
- Biblioteca de Viladecans
- Biblioteca Pere Calders
- Biblioteca Torras i Bages (Vilafranca del Penedès)
- Biblioteca de Vilanova del Camí
- Biblioteca Contravent
- Biblioteca Armand Cardona Torrandell
- Biblioteca Joan Oliva i Milà (Vilanova i la Geltrú)
- Biblioteca Can Manyer
- Biblioteca Ernest Lluch i Martín
- Biblioteca Can Coromines